# Ahuehueyo Primero Centro
Ahuehueyo Primero Centro är en ort i Mexiko.   Den ligger i kommunen Matlapa och delstaten San Luis Potosí, i den sydöstra delen av landet, 210 km norr om huvudstaden Mexico City. Ahuehueyo Primero Centro ligger 140 meter över havet och antalet invånare är 1 095.
Terrängen runt Ahuehueyo Primero Centro är varierad. Runt Ahuehueyo Primero Centro är det ganska tätbefolkat, med 67 invånare per kvadratkilometer. Närmaste större samhälle är Tamazunchale, 10,7 km sydost om Ahuehueyo Primero Centro. I omgivningarna runt Ahuehueyo Primero Centro växer huvudsakligen savannskog.